# Brain Salad Surgery
| 전문가 평가              | 전문가 평가 |
| 평가 점수                | 평가 점수   |
| 출처                     | 점수        |
| ------------------------ | ----------- |
| AllMusic                 | [ 1 ]       |
| Christgau's Record Guide | C–          |
| Classic Rock Revisited   | A+          |
| The Daily Vault          | A-          |
| Sea of Tranquility       | [ 5 ]       |

《Brain Salad Surgery》는 영국의 프로그레시브 록 밴드 에머슨, 레이크 & 파머의 네 번째 스튜디오 음반으로 1973년 11월 19일, 음반사 만티코어 레코드가 발매하고 애틀랜틱 레코드가 배급했다.
마지막 음반인 《Trilogy》 (1972년)를 지지하는 순회공연에 이어, 이 그룹은 클래식 테마와 록 테마가 혼합된 새로운 소재를 작업하기 위한 리허설 시설을 인수했다. 사물을 통제하기 위해, 그들은 1973년 3월에 그들 자신의 레코드 회사인 만티코어를 설립했다.이 음반은 올림픽과 애드비전 스튜디오에서 6월부터 9월까지 녹음되었고 1973년 10월에 런던의 AIR 스튜디오에서 녹음되었다. 그룹의 모든 이전 작품들이 그렇듯이, 그렉 레이크가 프로듀싱을 했다. 이 음반에는 H. R. 기거가 디자인한 커버가 포함되어 있다.
엇갈린 비판적 반응으로 발표된 이 음반은 시간이 지남에 따라 더욱 호의적인 평가를 받기 시작했다. 《Brain Salad Surgery》은 이 그룹의 상업적 성공을 계속하여 영국에서 2위, 미국에서 11위에 올랐으며, 마침내 두 나라에서 골드 인증을 획득하였다. 그 지원으로, 이 3인조는 캘리포니아 잼 축제에서 헤드라이닝을 하는 장소를 포함하여 현재까지 가장 큰 월드 투어를 시작했다.
이 음반은 자코 자크식의 스테레오와 5.1 서라운드 사운드 리믹스를 포함하여 여러 번 리마스터드/리믹스 및 재발매되었다.

## 배경
1972년 7월, 세 번째 음반인 《Trilogy》가 발매된 후, 이 그룹은 유럽과 미국을 순회하며 매진된 장소에서 연주했다. 1973년 초, 에머슨, 레이크 & 파머는 영국과 미국에서 상업적으로 성공을 거두었다.
그 그룹은 자신들의 레코드 레이블인 애틀랜틱 레코드에 관여하지 않아 다소 불만을 품게 되었다. 1973년 1월, 키스 에머슨, 그렉 레이크, 칼 파머 그리고 그들의 매니저 스튜어트 영은 그들 자신의 레코드 회사를 설립하기로 결정했다. 그들은 함께 웨스트런던 풀럼에 있는 버려진 ABC 영화관을 사서 리허설 룸과 회사 본부로 개조했고, 나중에 이 영화관의 이름을 만티코어 레코드라고 지었다. 레이크는 "우리는 모든 녹음 과정을 가능한 한 잘 만들기 위해 만티코어를 설립했습니다. 우리는 또한 음반 발매와 음반 거래에 어려움을 겪고 있는 많은 아티스트들을 알고 있었습니다." 그룹이 회사를 운영할 시간이 충분하지 않을 것이라는 것을 알았기 때문에, 1973년 4월, 데뷔 음반 이후 함께 일했던 애틀랜틱의 기획자 마리오 메디우스가 영입되어 멘토어의 사장을 맡게 되었다. 애틀랜틱에서 유통 업무를 처리했다.

## 발매
음반이 발매되기 전, 영국 신문 《뉴 뮤지컬 익스프레스》는 1973년 11월 10일, 무료 프로모션 플렉스 디스크를 발행했다. 오리지널 음반 슬리브의 미니어처 팩시밀리로 포장된, 33 1⁄3 rpm으로 재생되는, 한 면의 플렉시블 디스크는, 곧 발매될 음반의 5개 트랙 모두에서 발췌한 곡과 함께, 〈Brain Salad Surgery〉가 수록되었다. 늦게 녹음된 곡이기 때문에, 타이틀곡은 《Brain Salad Surgery》를 위한 것이 아니었으며, 트랙 목록에 포함되지 않았다. 하지만, 이 곡은 이후 영국 2위 히트 싱글 〈Fanfare for the Common Man〉의 B-사이드로 사용되었고, 결국 스튜디오 음반 《Works Volume 2》 (1977년)의 컴필레이션으로 끝났다.
《Brain Salad Surgery》는 1973년 11월 19일, 영국에서 발매되었으며, 애틀랜틱 레코드의 배급으로 바이닐 레코드, 카세트, 8트랙 카트리지로 판매되었다. 최초의 바이닐 압착기는 미국에서 제조되었으며, 소매는 비표준 구조로 인해 제조되었다. 이 음반은 영국 음반 차트에서 2위에 올랐고 그곳에서 18주를 보냈다. 그것은 최대 라이벌 그룹 예스의 《Tales from Topographic Oceans》에 의해서만 2주 연속 정상을 차지했다. 1974년 3월 1일, 이 음반은 영국 축음기 협회로부터 100,000장 이상의 판매로 골드 인증을 받았다.

## 곡 목록
| #  | 제목                                   | 작사                | 작곡                                                  | 재생 시간 |
| -- | -------------------------------------- | ------------------- | ----------------------------------------------------- | --------- |
| 1. | 〈Jerusalem〉                          | 윌리엄 블레이크     | 휴버트 패리 (편곡: 키스 에머슨, 그렉 레이크, 칼 파머) | 2:44      |
| 2. | 〈Toccata〉                            | 기악                | 알베르토 히나스테라 (편곡: 에머슨, 레이크, 파머)      | 7:23      |
| 3. | 〈Still...You Turn Me On〉             | 레이크              | 레이크                                                | 2:53      |
| 4. | 〈Benny the Bouncer〉                  | 레이크, 피터 신필드 | 에머슨                                                | 2:21      |
| 5. | 〈Karn Evil 9: 1st Impression—Part 1〉 | 레이크              | 에머슨                                                | 8:43      |

| #  | 제목                                   | 작사           | 작곡   | 재생 시간 |
| -- | -------------------------------------- | -------------- | ------ | --------- |
| 6. | 〈Karn Evil 9: 1st Impression—Part 2〉 | 레이크         | 에머슨 | 4:47      |
| 7. | 〈Karn Evil 9: 2nd Impression〉        | 기악           | 에머슨 | 7:07      |
| 8. | 〈Karn Evil 9: 3rd Impression〉        | 레이크, 신필드 | 에머슨 | 9:03      |

## 차트
| 차트 (1973년~1974년)            | 순위 |
| ------------------------------- | ---- |
| 오스트레일리아 켄트 뮤직 리포트 | 17위 |
| 오스트리아 앨범 (Ö3 오스트리아) | 5위  |
| 프랑스 앨범 (SNEP)              | 7위  |
| 독일 앨범 (미디어 컨트롤)       | 18위 |
| 노르웨이 앨범 (VG-리스타)       | 5위  |
| 영국 음반 (OCC)                 | 2위  |
| 미국 빌보드 200                 | 11위 |

## 인증
| 국가                       | 인증 | 판매량/출하량 |
| -------------------------- | ---- | ------------- |
| 영국 (BPI)                 | 골드 | 100,000^      |
| 미국 (RIAA)                | 골드 | 500,000^      |
| ^출하량을 기반으로 한 인증 |      |               |